# Axel Willer Blomqvist
Axel Willer Blomqvist, även verksam under namnet Remback, född 14 januari 1916 i Vilhelmina, Västerbottens län, Lappland, död 3 mars 2004 i Knivsta, Uppsala län, var en svensk konstnär.
Blomqvist studerade konst vid Nordins målarskola i Luleå samt vid Valands målarskola i Göteborg. Han har medverkat i utställningar i Luleå och Göteborg. Bland hans offentliga arbeten märks ett väggutsmyckningsarbete i Grundfors. Han var gift med Birgit Blomqvist (1926-2007).